# Kageneckia angustifolia
Kageneckia angustifolia là loài thực vật có hoa trong họ Hoa hồng. Loài này được D. Don mô tả khoa học đầu tiên.

## Hình ảnh

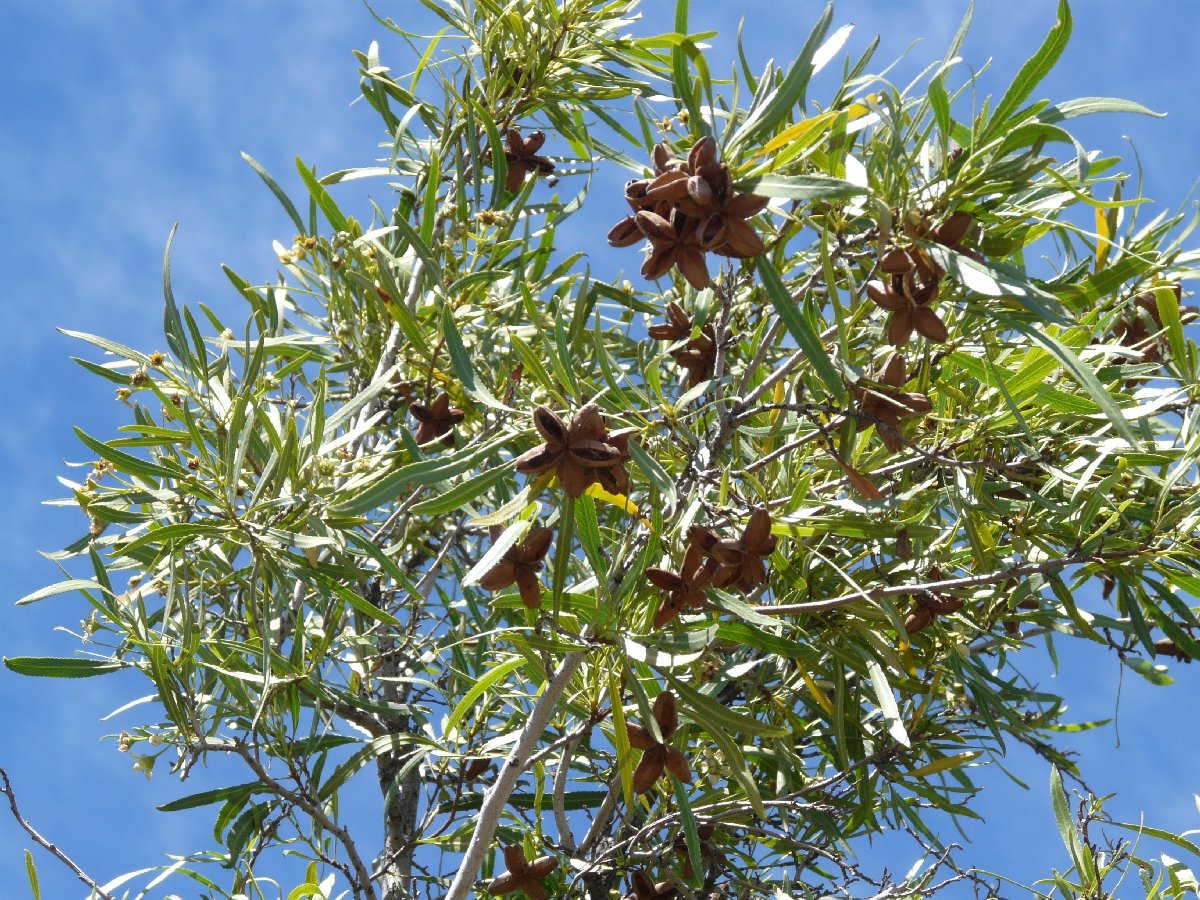
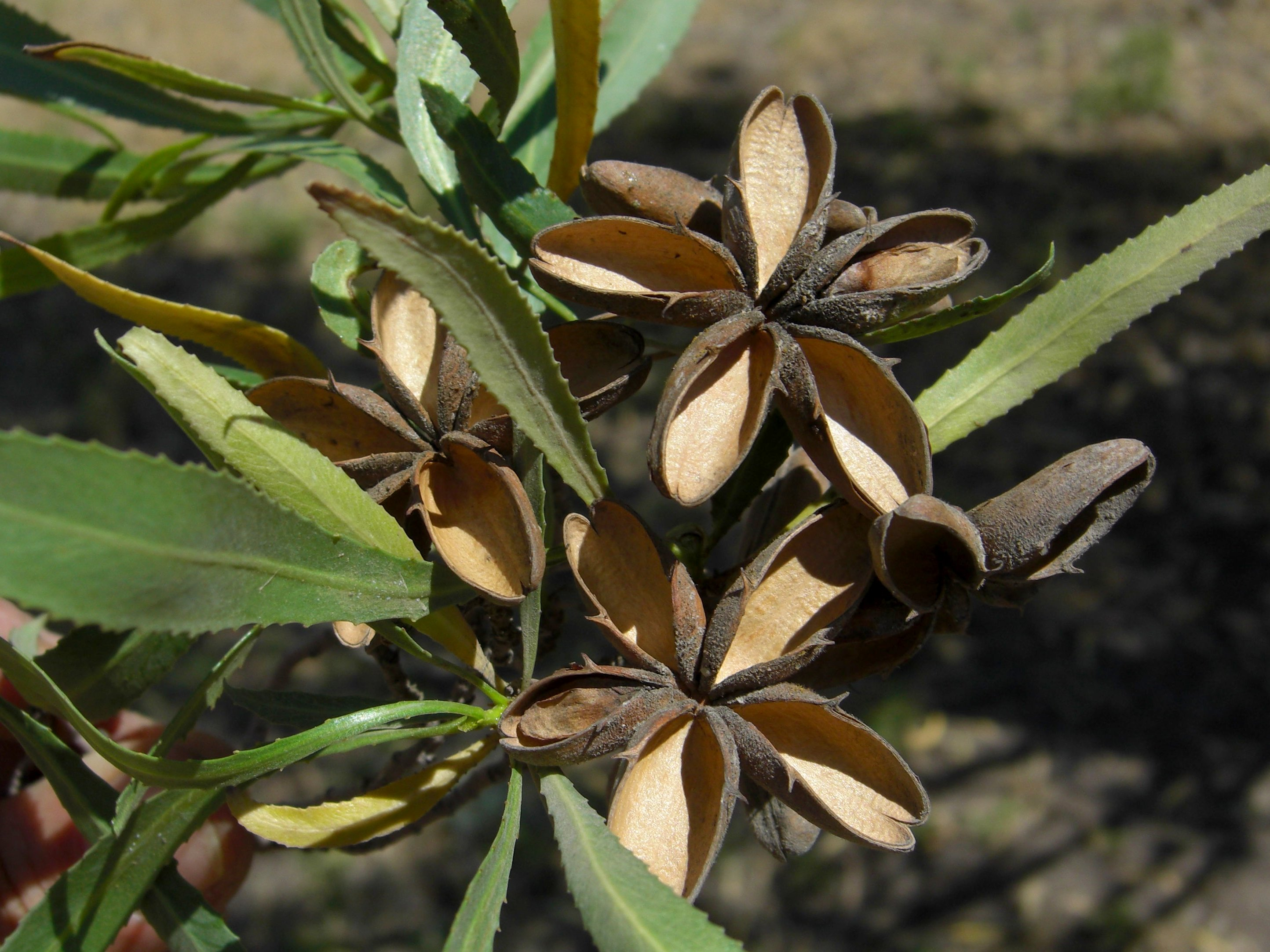